# Trachelipus andrei
Trachelipus andrei là một loài chân đều trong họ Trachelipodidae. Loài này được Arcangeli miêu tả khoa học năm 1939.